# Saint-Benoît-sur-Loire
 Saint-Benoît-sur-Loire  es una población y comuna francesa, situada en la región de Centro, departamento de Loiret, en el distrito de Orléans y cantón de Ouzouer-sur-Loire.

## Demografía
| 1440 | 1597 | 1790 | 1925 | 1880 | 1876 |
| Para los censos de 1962 a 1999 la población legal corresponde a la población sin duplicidades (Fuente: INSEE [Consultar]) |      |      |      |      |      |